# Quy Nhơn
Quy Nhơn (виј. Quy Nhơn) је град у Вијетнаму у покрајини Bình Định. Према резултатима пописа 2009. у граду је живело 311.000 становника.